# Ріп'янська сільська рада (Старосамбірський район)
Ріп'янська сільська рада — орган місцевого самоврядування у Старосамбірському районі Львівської області. Адміністративний центр — село Ріп'яна.

## Загальні відомості
Ріп'янська сільська рада утворена в 1939 році. Водоймища на території, підпорядкованій даній раді: річки Ріп'янка, Дністер.

## Населені пункти
Сільській раді підпорядковані населені пункти:
- с. Ріп'яна
- с. Дністрик
- с. Смеречка

## Склад ради
Рада складається з 16 депутатів та голови.

### Керівний склад попередніх скликань
| ПІБ                        | Основні відомості                                                                              | Дата обрання | Дата звільнення |
| -------------------------- | ---------------------------------------------------------------------------------------------- | ------------ | --------------- |
| Нестер Ярослав Олексійович | Сільський голова, 1968 року народження, освіта середня спеціальна, безпартійний                | 26.03.2006   | 31.10.2010      |
| Нестер Ярослав Олексійович | Сільський голова, 1968 року народження, освіта середня спеціальна, член Народного Руху України | 31.10.2010   |                 |

Примітка: таблиця складена за даними джерела